# Parque natural regional de Porto Conte
El Parque natural regional de Porto Conte (en italiano: Parco naturale regionale di Porto Conte) es un espacio natural protegido de la provincia de Sassari, situada en el noroeste de la isla de Cerdeña al oeste del país europeo de Italia. Tiene el nombre de un sitio de considerable importancia geo natural de Porto Conte en el que tiene una gran prevalencia territorial. Fue establecido como resultado de la Ley n.º 4 del 26 de febrero de 1999. Protege una superficie de 5.350 hectáreas en el territorio administrativo de la ciudad de Alguer (Alghero), que se encargó de su constitución, y que tuvo lugar en el mismo año, que se creó el órgano de gestión del parque (Azienda Speciale Parco di Porto Conte).